# روبن كلايفرت
روبن كلايفرت (بالهولندية: Ruben Kluivert)‏ هو لاعب كرة قدم هولندي، ولد في 21 مايو 2001 في أمستردام في هولندا. لعب مع نادي أوترخت.